# Челаков, Анатолий Прокофьевич
Анато́лий Проко́фьевич Челако́в (1909 — 1970), советский режиссёр документального кино. Лауреат Сталинской премии (1953).

## Биография
Родился 7 (20) мая 1909 года. В 1928 году окончил актёрское отделение Гос. киношколы имени Б. В. Чайковского, после чего преподавал в ней. В 1930—1934 годы работал ассистентом режиссёра на студии «Союзкино», с 1935 года — режиссёр студии «Мостехфильм». Ставил оборонные, военно-технические и тактические фильмы. Снимал сюжеты для киножурналов «На стальных магистралях СССР» и «На голубых дорогах».

## Фильмография
- 1933 — «Храни социалистическую промышленность»
- 1943 — «Установление мин „КБ“»
- 1951 — «Батальон в обороне»
- 1952 — «Служу Советскому Союзу»
- 1961 — «Экспериментальные ядерные взрывы малой мощности»[источник не указан 3877 дней]
- 1967 — «Механизация капитального ремонта пути»

## Награды и премии
- Орден «Знак Почёта» (6 марта 1950 года) — за выдающиеся заслуги в развитии советской кинематографии, в связи с 30-летием[1]
- Сталинская премия третьей степени (1953, секретная) — за создание документальных кинофильмов по испытаниям изделий РДС-6с, РДС-4 и РДС-5[2].